# Robert Horne, 1er vizconde Horne de Slamannan
Robert Stevenson Horne, primer vizconde Horne de Slamannan, (28 de febrero de 1871 - 3 de septiembre de 1940) fue un hombre de negocios británico, político, abogado y miembro del Partido Unionista de Escocia. Desempeñó el cargo de Ministro de Trabajo entre 1919 y 1920 en el gobierno de David Lloyd George; el de Presidente de la Cámara de Comercio entre 1920 y 1921; y el de Canciller de Hacienda entre 1921 y 1922. En 1937 fue ennoblecido como vizconde Horne de Slamannan.

## Antecedentes y educación
Horne nació en Slamannan, Stirlingshire, hijo del reverendo Robert Stevenson Horne, ministro de la Iglesia de Escocia en el pueblo, y de Mary, hija de Thomas Lockhead. Se educó en el Colegio George Watson de Edimburgo y en la Universidad de Glasgow, donde estudió derecho, y fue presidente del consejo de estudiantes.

## Carrera hasta 1918
Horne pasó un año enseñando filosofía en la Universidad de Bangor, antes de ser elegido miembro de la facultad de Abogados (colegiado por Escocia) en 1896. Se convirtió en un exitoso letrado, especializándose en casos comerciales y de envío, y se convirtió en consejero de la reina en 1910. También ejerció como examinador de filosofía (1896-1900) y rector (1921-1924) en la Universidad de Aberdeen. Fue miembro de la junta directiva de varias empresas, incluida la Compañía del Canal de Suez, presidente del Great Western Railway y director de varias otras empresas y bancos.
Durante la Primera Guerra Mundial, Horne se convirtió en Director de Ferrocarriles en el frente occidental con el rango honorario de teniente coronel en los Ingenieros Reales. En 1917 se incorporó al Almirantazgo como Subinspector General de Transporte, convirtiéndose en Director de Materiales y Prioridades en 1918, y en Director de Trabajo y Tercer Lord Civil ese mismo año.

## Carrera política
Habiéndose presentado sin éxito en Stirlingshire en ambas elecciones generales de 1910, Horne resultó elegido Miembro del Parlamento (diputado) por Glasgow Hillhead en las elecciones de 1918. Sirvió en el gabinete de David Lloyd George como Ministro de Trabajo entre 1919 y 1920, como Presidente de la Cámara de Comercio entre 1920 y 1921; y como Canciller de Hacienda entre 1921 y 1922, cargo este último en el que participó en las negociaciones que condujeron a la firma del Acuerdo comercial anglo-soviético. Leonid Krasin presionó a Horne para que apoyara el tratado, amenazando con cancelar los pedidos a las fábricas textiles en Yorkshire, ya que por entonces solo las fábricas con pedidos soviéticos trabajaban a tiempo completo. Cuando se firmó el tratado, fue el primer reconocimiento por parte de Gran Bretaña de la República Socialista Federativa Soviética de Rusia.
Cuando cayó la coalición de gobierno liderada por Lloyd George en 1922, Horne se negó a unirse al nuevo gobierno de Andrew Bonar Law. Dos años más tarde, Stanley Baldwin se ofreció a nombrarle Ministro de Trabajo una vez más, pero Horne se negó y prefirió concentrarse en su trabajo en la City. Aunque permaneció como miembro del Parlamento hasta 1937, nunca más ocupó un cargo ministerial. Fue nombrado Caballero Comendador de la Orden del Imperio Británico (KBE) en 1918 por sus servicios de guerra, y ascendido a Caballero de la Gran Cruz (GBE)  con honores de guerra para un civil en 1920, por sus servicios como Ministro de Trabajo. En 1919 juró el cargo de Consejero Provado del Reino. Fue ennoblecido como Vizconde Horne de Slamannan, de Slamannan en el Condado de Stirling, el 9 de junio de 1937.

## Vida personal
Baldwin se refirió a Horne, un soltero mujeriego, como un "libertino escocés", un comentario que ha perdurado desde entonces. Murió en septiembre de 1940, a los 69 años de edad. El vizcondado se extinguió con su muerte.